# Сан Дзеноне ал По
Сан Дзено̀не ал По̀ (на италиански: San Zenone al Po; на ломбардски: San Zanon, Сан Дзанон) е село и община в Северна Италия, провинция Павия, регион Ломбардия. Разположено е на 59 m надморска височина. Населението на общината е 575 души (към 2017 г.).